# Way Station
Way Station (МФА: [ˈweɪ ˈsteɪʃən]; с англ. — «Пересадочная станция») — украинская пост-рок/пост-метал группа, основанная в 2010 году Никитой Юдиным.
Музыкальный стиль группы Way Station можно описать как инструментальный рок, пост-рок или пост-метал. Также их творчество сравнивают с такими группами как: God is an Astronaut и Maybeshewill. На живых выступлениях группа использует тематический видеоряд для каждой композиции, а Никита во время игры на гитаре иногда использует смычок.
Текущий состав группы: Никита Юдин (гитара), Денис Швец (ударные), Артём Кривенко (бас-гитара).

## История
Точкой отсчёта истории группы стал 2005 год. На тот момент Никита учился в Днепропетровской консерватории им. М.Глинки, так же играл в группе с друзьями по ВУЗу. Ребята подали заявку на конкурс молодых групп «Слухай Чернігівське», а в качестве названия группы Никита использовал название любимой книги детства «Пересадочная Станция» Клиффорда Саймака. Участие в конкурсе ознаменовалось успехом: группа вошла в 10ку лучших, а песня «Зима» попала в сборник «Слухай Чернігівське» изданный на CD местной радиостанцией. Позже название было изменено на «Way Station», как в оригинале книги.
В 2009 году, Никита переехал в Киев и начал поиск новых музыкантов. Это был следующий этап становления коллектива. В 2011 году в обновлённом составе, куда вошли Виталий Ермак (ударные) и сессионный музыкант Виктор Раевский (бас-гитара), коллектив выступает на разогреве у Maybeshewill. Это был первый концерт под названием Way Station. Вскоре место бас-гитариста занимает Василий Старшинов который уже играл с Никитой в Днепропетровске. В 2013 году группа издаёт свой первый сингл «Road», затем «Last Launch» а также, первый альбом «The Ships» изданный 27 ноября 2013 года на CD, украинским лейблом AZH Promo. В конце 2014 года группа выпускает сингл «2 Million Light Years», доступный для бесплатного скачивания и только в цифровом формате. В сингл «2 Million Light Years» вошёл одноимённый трек и экспериментальный би-сайд: «And They Will Not Learn Warfare Anymore»
За время своего существования Way Station также успели отыграть совместные концерты с This Will Destroy You, Lymbyc Systym и несколько концертов с Maybeshewill. Включая их последний концерт в Киеве перед распадом группы, в феврале 2016 года. Так же в 2016 году на смену Василию Старшинову пришёл гитарист и басист Артём Кривенко.

## Дискография

### Студийные альбомы
- 2018 — The Way of Minstrel
- 2013 — The Ships

### Синглы
- 2013 — Road (single)
- 2013 — Last Launch (single)
- 2014 — 2 Million Light Years (single)

### Неизданное
- 2015 — Silent (Своеобразный кавер на Рождественский гимн «Тихая Ночь». Был издан группой 25 декабря 2015 года, в качестве Рождественского подарка слушателям. Спустя некоторое время был удалён из сети.)

## Интересные факты
- В песне «The Heaven And The Earth» из альбома «The Ships» использована речь членов команды американской космической программы Аполлон-8. В ходе полёта люди впервые достигли другого небесного тела — Луны, и вышли на её орбиту 24 декабря 1968 года. Члены экипажа по очереди прочли отрывок из первой главы Библии — Книги Бытия 1:1-10[10].
- Название бисайда «And They Will Not Learn Warfare Anymore» из сингла «2 Million Light Years» позаимствовано из надписи на здании ООН в Вашингтоне, которая, в свою очередь, взята из Библии — Книга Исаии 2:4[11].